# Jiří Wolker
Jiří Karel Wolker [ˈjɪr̝i: ˈvolkr̩] (Prostějov, 29 de marzo de 1900 - Prostějov, 3 de enero de 1924) fue un poeta, dramaturgo y periodista checo. Fue miembro de un grupo literario llamado Devětsil. Fue uno de los fundadores del Partido Comunista de Checoslovaquia en 1921.

## Biografía
Wolker provenía de una familia burguesa acomodada de un empleado de banco en Prostějov. En 1916 y 1917, bajo la dirección de A. Svojsík, participó en campamentos de exploradores en Vorlovské lesé, cerca del castillo de Lipnice. Se graduó de la escuela primaria y, a petición de su padre, fue a Praga a estudiar derecho, pero también se matriculó en algunas conferencias literarias Tenía talentos en muchos sentidos: literario, artístico y musical. Ya en la escuela primaria publicó en revistas estudiantiles.
Wolker fue miembro del Grupo Literario y Devětsil. Aquí también se hizo amigo de sus compañeros: poetas en ciernes y hombres de letras. Igual que ocurriera con otros poetas destacados que murieron muy jóvenes, Wolker se convirtió en un símbolo de la proletářské umění (poesía proletaria) de los años 20.
Wolker padecía una enfermedad pulmonar, la tuberculosis, que se manifestaba en su infancia con frecuentes inflamaciones de las amígdalas y los bronquios, la curó junto al mar y en los Altos Tatras (justo en Tatranská Poliana), y finalmente sucumbió a ella con 23 años. Está enterrado en el cementerio municipal de Prostějov.
Él mismo escribió su propio epitafio al verse amenazado por su grave enfermedad.
El epitafio dice:

Zde leží Jiří Wolker, básník, jenž miloval svět

a pro spravedlnost jeho šel se bít.

Dřív než moh' srdce k boji vytasit,

zemřel - mlád dvacet čtyři let.

"Aquí está tumbado Jiri Wolker, poeta, que amaba al mundo

y por su justicia fue a pelear.

Antes que pudiera llevar su corazón a la lucha,

murió - joven de 24 años."

## Obra
- Host do domu ("Invitado a casa")
- Těžká hodina ("La hora más dura")
- O milionáři, který ukradl slunce ("Sobre el millonario que robó el sol")
- Polární záře ("Aurora boreal")
- Tři hry ("Tres juegos")